# Erhard Antoni
Erhard Antoni (n. 6 iunie 1898, Orăștie, județul Sibiu - d. 11 octombrie 1985, comuna Cincu, județul Brașov) a fost un etnograf și istoric de artă, de origine sas, preocupat de monumentele istorice săsești, de arhitectura edificiilor cisterciene și cu deosebire de patrimoniul artistic al comunei Cincu, județul Brașov. A publicat mai multe lucrări de istoria artei, arheologie și folclor și a contribuit la organizarea colecțiilor muzeale din Muzeul săsesc al Țării Bârsei din Brașov și din muzeele locale din Agnita și Cincu.

## Studii
Erhard Antoni a urmat cursurile gimnaziului săsesc din Mediaș, pe care l-a absolvit în 1916. A participat la Primul Război Mondial, fiind înrolat în Regimentul imperial 4 din Tirol. După încheierea conflictului, între 1919-1920, a frecventat Școala agricolă din Feldioara, apoi s-a specializat la academiile agricole din Halle, unde a studiat șapte semestre, din Giessen și Wrocław (în germană Breslau), după Hermann A. Hienz. Potrivit lui Dieter Drotleff ar fi studiat patru semestre la Halle și apoi la Breslau, același biograf susținând că ar fi studiat la Breslau, în paralel cu studiile agricole, istoria artei timp de trei semestre. Boala tatălui îl determina să întrerupă studiile, pentru care nu simțea o atracție deosebită, întorcându-se pentru un timp acasă. Totuși, în 1924, obținea licența în științe agricole la Breslau. Atras de domeniul umanist, în toamna lui 1927, a studiat limba și literatura germană, istoria și istoria artelor la Universitatea din Giessen timp de patru semestre (conform lui H. A. Hienz). După D. Drotleff, la Universitatea din Giessen, Erhard Antoni ar fi studiat istoria și istoria artei, arta populară și probabil teologia. Aici, la Giessen, în iulie 1929, obținea titlul de doctor cu o lucrare de istoria agriculturii. Pe foaia de titlu a acestei disertații, publicată în 1931 la Bonn de către "Reinische Archiv", apare ca loc de susținere a acesteia Facultatea de Filosofie din Giessen.

## Cariera
După o scurtă activitate în domeniul agriculturii, desfășurată în Germania, s-a reîntors în România, devenind, între februarie 1926 – iulie 1927, profesor suplinitor la școala evanghelică din Seleuș (în germană Kleinalisch), județul Mureș (Hermann A. Hienz)  sau la Cincu (D. Drotleff). Dovedindu-se un bun pedagog a știut să trezească elevilor și concetățenilor săi dragostea pentru cultură. Astfel, în vara anului 1927, deschide un mic muzeu într-o sală de clasă a școlii din Cincu, cuprinzând 360 de exponate, adunate cu mare trudă (D. Drotleff). În toamna lui 1927 începea studii umaniste în Germania, pe care le încheia în 1929. Din octombrie 1929, până în 1933, a fost asistent și consilier științific la Muzeul săsesc al Țării Bârsei din Brașov, contribuind la organizarea noii instituții, prin întemeierea și conducerea secției de istoria artei și etnografie. Aici a expus interioare aduse din Prejmer, Hărman și Măieruș. Interesat și de arheologie, împreună cu Julius Teutsch, Erhard Antoni a săpat la Bod, Hălchiu și Cristian. În octombrie 1933 s-a stabilit în Cincu Mare, unde a rămas până în 1940, conducând afacerile socrului care se îmbolnăvise. Împreună cu soția sa Gertrud a locuit în centrul localității, într-o veche casă săsească situată la numărul 346, începând o asiduă muncă de cercetare a istoriei locale. Din ianuarie 1941 a activat la Institutul de cercetări al Grupării Populare Germane din Sibiu (Forschungsinstitut der Deutschen Volksgruppe). În aprilie 1944 a părăsit acest institut și s-a angajat la Muzeul din Agnita, unde a rămas până în septembrie 1946, iar de atunci și până în august 1947, a fost profesor la școala evanghelică din Codlea. Între septembrie 1947 – octombrie 1948 a lucrat în agricultură la Cincu, întrerupându-și cariera didactică, muzeul fiind desființat, iar exponatele și cele patru mii de cărți din biblioteca școlii ajungând la alt muzeu. În noiembrie 1948 își reia activitatea profesorală la școala germană din Bruiu (județul Sibiu), deși, potrivit lui D. Drotleff, anterior ar fi activat ca profesor, timp de doi ani, la școala din Veseud (județul Sibiu). După pensionare (1958), se stabilea definitiv la Cincu, consacrându-se studierii istoriei localității și împrejurimilor.

## Opera
Erhard Antoni a fost în mod deosebit interesat de arhitectura bisericii din Cincu, a monumentelor istorice săsești din împrejurimi (în afară de Cincu, s-a ocupat de cele din Făgăraș, Hălmeag, Șoarș, Felmer, Rodbav), fiind preocupat în special de monumentele de arhitectură cisterciană și mai ales de altare. Bun cunoscător și admirator, atât al artei bisericești, cât și al celei populare, a publicat numeroase lucrări de istorie, arheologie și istoria artelor, precum și etnografie. Din nefericire, un consistent manuscris, intitulat Der Johannis-Kronenbrauch, cuprinzând studii de folclor pentru o sută de localități din Transilvania, predat din 1957 spre publicare unei edituri, s-a pierdut. O formă prescurtată a acestui manuscris a fost publicată de Erhard Antoni în 1969 în revista Forschungen zur Volks- und Landeskunde. Pe lângă alte articole, în aceeași revistă, i-a apărut și un studiu despre teatrul popular transilvănean. Numele său este important în domeniul istoriei locale, fiind monografistul unor localități din județul Brașov. Dotat cu o mare putere de muncă, la vârsta de 85 de ani a terminat manuscrisul consacrat localității Cincșor, acestei monografii adăugându-li-se peste 300 de studii, care au apărut în diferite reviste din țară și străinătate. Bazate pe o documentație temeinică, acestea reprezintă o contribuție însemnată la cunoașterea etnografiei, a istoriei artei și istoriei comunității în care a trăit, mai ales a localității Cincu Mare. De aceea, orice cercetare consacrată acestor domenii va trebui să aibă ca punct de plecare studiile sale. Prin munca sa de o viață, Erhard Antoni a fost un teoretician, înzestrat cu harul de a capta interesul publicului, dar și un practician care a valorificat cunoștințele sale prin organizarea de colecții muzeale.
Lista lucrărilor sale se poate vedea pe site-ul Bibliotecii Județene Brașov - http://www.bjbv.ro/dictionar/antoni.php Arhivat în 21 ianuarie 2022, la Wayback Machine.